# Dersenow
Dersenow település Németországban, Mecklenburg-Elő-Pomeránia tartományban. Lakosainak száma 475 fő (2023. december 31.).

## Népesség
A település népességének változása:
| Lakosok száma | 469  | 462  | 470  | 488  | 475  |
|               | 2017 | 2019 | 2021 | 2022 | 2023 |